# Ralph Waldo Emerson
Ralph Waldo Emerson, ameriški esejist, pisatelj in filozof, * 25. maj 1803, Boston, Massachusetts, ZDA, † 27. april 1882, Concord, Massachusetts.
Velja za enega najvplivnejših ameriških filozofov 19. stoletja.

## Filozofska dela
- Narava (1836)
- Eseji I
- Eseji II